# 為恭紀念醫院
為恭醫療財團法人為恭紀念醫院中國醫藥大學策略聯盟醫院，通稱為恭紀念醫院，是位於台灣苗栗縣頭份市的大型教學醫院，於1994年創立。2022年7月1日為恭醫療財團法人與中國醫藥大學建立策略聯盟，並由中國醫大團隊主導經營。

## 簡介
為恭紀念醫院的前身為「礦工醫院頭份分院」，由前省議員林佾廷創立於1984年，以服務當時苗栗縣中港地區的礦業從業人員。1994年7月，將醫院資產捐贈社會，更名為「財團法人為恭紀念醫院」，以紀念其父、前苗栗縣縣長林為恭。經過多年的擴建，目前全院總床數達828床，是苗栗地區規模最大的醫療機構。 

## 院址

### 信義院區
地址：苗栗縣頭份市信義路128號，電話：（037）-676811

## 分院院址

### 仁愛大樓
地址：苗栗縣頭份市仁愛路116號，電話：（037）-676828，附設護理之家

### 東興院區
地址：苗栗縣頭份市水源路417巷13號，電話：(037)-685569，癌症治療中心、精神醫療中心

## 合作聯盟醫院院址

### 崇仁醫院（已歇業）
地址：苗栗縣頭份市東興路110號，電話：（037）-663185

## 附設診所院址

### 宏仁診所
地址：苗栗縣竹南鎮守法街2-13號，電話：（037）-241119

## 復健醫療中心
地址：苗栗縣頭份市仁愛路125號，電話：（037）-676811轉88637，復健科自98年9月28日起搬遷至本大樓6樓

## 科室總覽
組織：

醫療部門：內科系、外科系、婦兒科系、精神醫療中心、中醫科系、其他專科

特色醫療中心：心血管照護中心、癌症治療中心、血液透析室、健檢中心、高壓氧治療中心、腦中風照護團隊、精神醫療中心、安寧緩和醫療

醫療支援部門：護理部、檢驗部、藥劑科、營養科、社會工作室、醫療品質部、教學研究組、庇護工場、圖書室

社區醫療長照：長照專區、失智共同照護中心、護理之家、居家護理所

行政部門：院長室、經營服務中心、總務室、庶務課、工務課、財務室、人力資源室、安全衛生室、醫事室、保險申報課、病歷管理課、計價課、資訊室

## 歷任院長
| 任次 | 姓名   | 就任時間 | 卸任時間 | 備註     |
| ---- | ------ | -------- | -------- | -------- |
| 1    | 呂實梧 | 1984年   | 1995年   |          |
|      | 林承箕 | 1995年   | 1996年   |          |
| 2    | 單子元 | 1996年   | 2000年   |          |
| 3    | 謝世明 | 2000年   | 2005年   |          |
|      | 楊泰和 | 2005年   | 2007年   | 代理院長 |
| 4    | 沈國樑 | 2007年   | 2009年   |          |
| 5    | 陳進堂 | 2010年   | 2012年   |          |
| 6    | 黃東波 | 2012年   | 2016年   |          |
| 7    | 陳振文 | 2016年   | 2022年   |          |
| 8    | 李文源 | 2022年   | 現任     |          |

## 服務理念
| 理念 | 專業、真誠、信賴 |
| 價值 | 以病人為尊、以員工為重、以醫院為榮                                                                                                |
| 宗旨 | 促進竹苗地區民眾健康基本人權 |
| 使命 | 1. 提供卓越及全人醫療服務 2. 發揮區域醫院教學、研究功能 3. 推廣中西整合醫療特色，促進中醫藥現代化                                 |
| 願景 | 成為苗栗第一家醫學中心 |
| 目標 | 1. 建立優質與安全的友善醫療環境 2. 提供醫學中心水準的特色醫療服務 3. 推動健康促進及社區健康照護網絡 4. 強化管理、培育在地醫事人才 |

## 外部連結
- 為恭紀念醫院 （页面存档备份，存于）